# Клайпеда (станция)
Железнодорожная станция Клайпеда (лит. Klaipėdos geležinkelio stotis) — одна из главных станций литовской железнодорожной компании «Lietuvos Geležinkeliai» («Литовские железные дороги»). Железнодорожная станция находится в Западной Литве. Здание вокзала расположено в северной части Клайпеды. Станция Клайпеда размещается неподалёку от Клайпедского порта, главного глубоководного порта Литвы. Сюда по железной дороге поступают грузы из Белоруссии, России и Украины.

## История
Железнодорожный вокзал в Клайпеде состоит из двух зданий. Первое — это старый железнодорожный вокзал, жёлтое кирпичное двухэтажное здание в стиле классицизма с двускатной крышей, построенное в 1881 году. Вторая часть железнодорожного вокзала — это новое здание из красного кирпича с башней для часов, построенное во время расширения железнодорожной станции в 1983 году. В настоящее время исторические здание вокзала занимают коммерческие предприятия и кафетерии. В новом здании размещается офис «Литовских железных дорог».
В 1872—1875 годах была построена железнодорожная линия Тильзит — Клайпеда, в составе которой была открыта станция Клайпеда. В 1892 году линия была продлена до Кретингале.
Железнодорожные линии были построены и оснащены всеми необходимыми средствами за 5 800 000 прусских талеров. Первыми железнодорожными перевозками были грузы древесины и рыбы из Клайпеды.
В 2002 году к юбилею города на привокзальной площади была установлена скульптура «Прощание».

## Инфраструктура
В непосредственной близости от железнодорожной станции в настоящее время размещается важная международная автобусная станция города Клайпеда.

## Основные железнодорожные направления
На железнодорожной станции Клайпеды работают 12 железнодорожных рейсов:
- 5 рейсов (второй класс, 2 высокоскоростных поезда) — маршрут Клайпеда — Вильнюс;
- 2 рейса (дизельные поезда третьего класса) — маршрут Клайпеда — Радвилишкис (через Шяуляй);
- 5 рейсов (дизельные поезда третьего класса) — маршрут Клайпеда — Шилуте

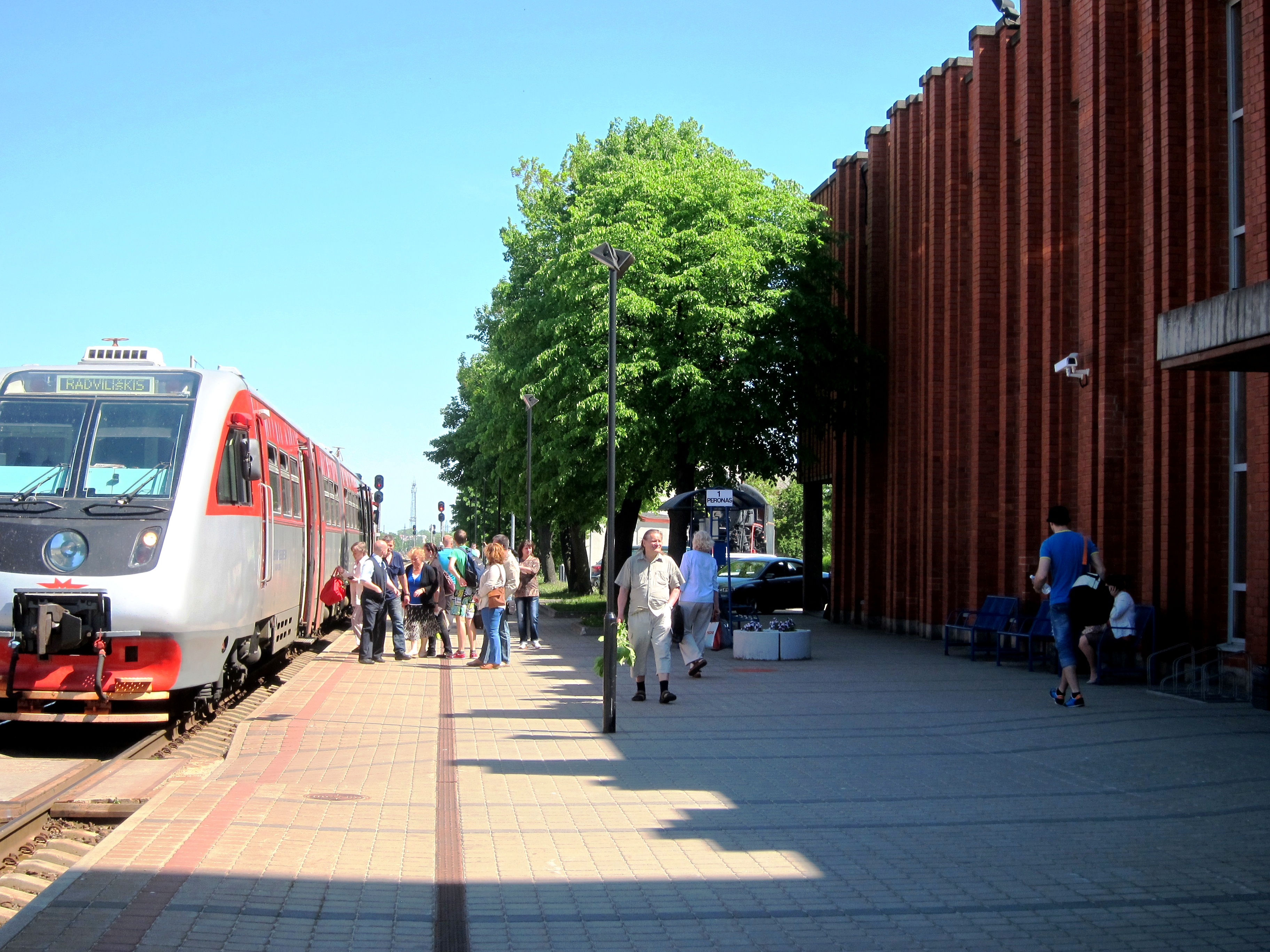
Железнодорожная станция Клайпеда. Первый путь.
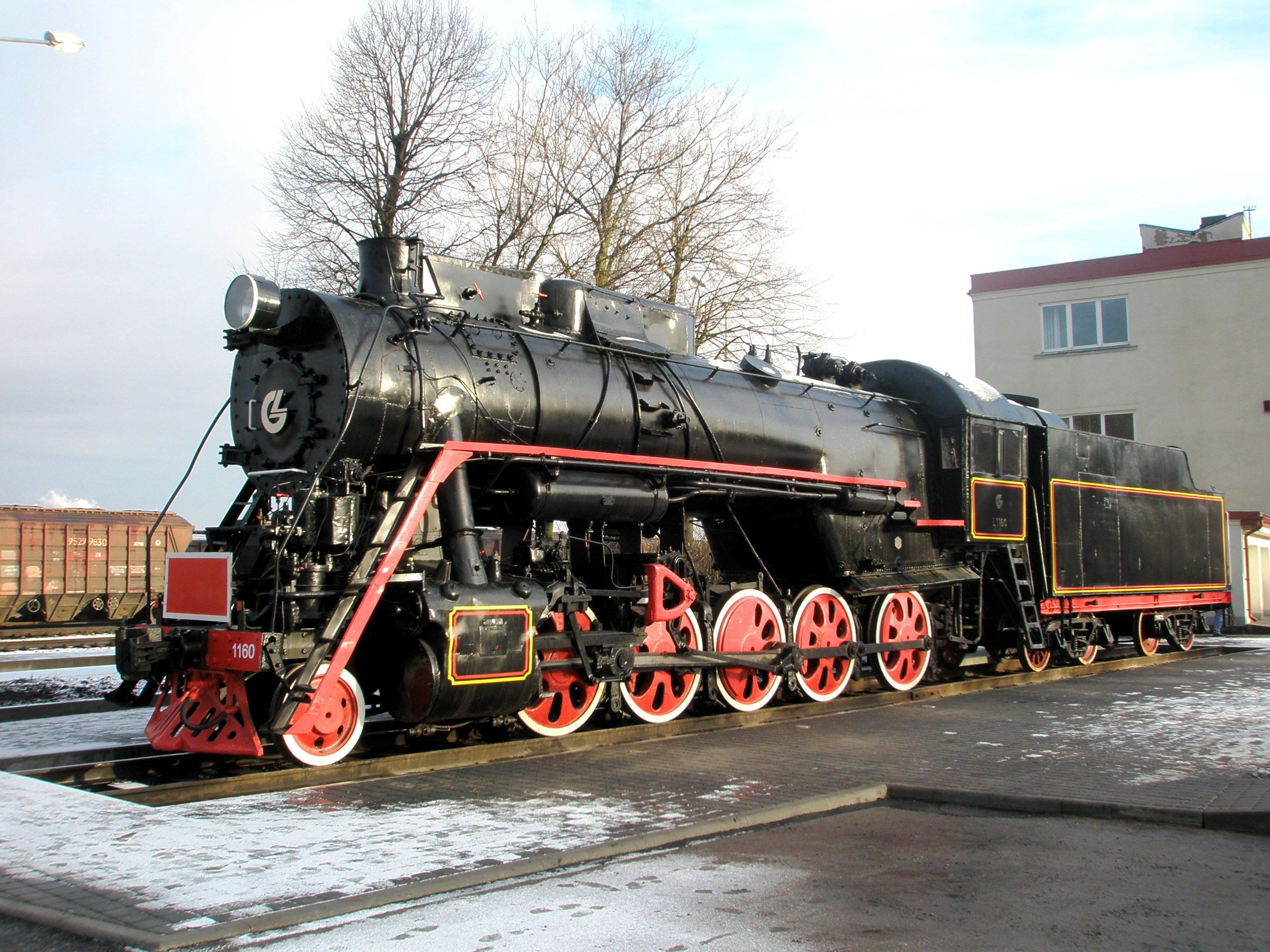
Памятник первым локомотивам станции Клайпеда